# Supercopa Turca de Voleibol Feminino de 2022
A Supercopa Turca de Voleibol Feminino de 2022 foi a décima terceira edição desta competição organizada pela  FTV. Participaram do torneio duas equipes, os campeões da Liga A Turca e da Copa da Turquia.
O Fenerbahçe SK conquistou o tetracampeonato e a ponteira russa Arina Fedorovtseva foi premiada como a melhor jogadora da competição.

## Sistema de disputa
O Campeonato foi disputado em um jogo único.

## Equipes participantes
Equipes que disputaram a Supercopa de Voleibol de 2022:
| Equipe        | Cidade   | Qualificação                              | Última participação                          |
| ------------- | -------- | ----------------------------------------- | -------------------------------------------- |
| VakıfBank SK  | Istambul | 1º colocado da Liga A Turca 2021-22       | Supercopa Turca de Voleibol Feminino de 2020 |
| Fenerbahçe SK | Istambul | 2º colocado da Copa da Turquia de 2021-22 | Supercopa Turca de Voleibol Feminino de 2015 |

## Resultado
| 29 de outubro de 2022 09:00 Relatório | VakıfBank SK | 0 — 3             | Fenerbahçe SK | Burhan Felek Kubbe Salon,Istambul Público: 5 140 Árbitro(s): TUR Nurper Özbar TUR Tuncay Sevim |
| 29 de outubro de 2022 09:00 Relatório | 23 21        | Set 1 Set 2 Set 3 | 25            | Burhan Felek Kubbe Salon,Istambul Público: 5 140 Árbitro(s): TUR Nurper Özbar TUR Tuncay Sevim |

## Premiações
| Supercopa Feminina de 2022        |
| Turquia                           |
| --------------------------------- |
| Fenerbahçe SK Campeão (4º título) |